# Публий Мемий Регул
Публий Мемий Регул  (на латински: Publius Memmius Regulus; † 61, Рим) е римски политик и сенатор през 1 век. Той е съпруг на Лолия Павлина, бъдеща императрица.

## Биография
Регул е homo novus и произлиза от Русцино (днес Русийон, южно от Перпинян) в провинция Нарбонска Галия. При Тиберий е квестор, народен трибун и претор. На 1 октомври 31 г. той става суфектконсул заедно с Луций Фулциний Трион. Той председателства заседанието на сената, на което е произнесена смъртната присъда на Луций Елий Сеян и завежда лично Сеян в затвора, където е убит.
Регул отстъпва съпругата си Лолия Павлина на император Калигула.
През 35 г. Регул е управител на Мизия, Македония и Ахея. Той управлява Балканския полуостров грижовно до 44 г. През 48/49 г. Регул е проконсул на провинция Азия.
Регул е член на жреческите колегии Septemviri epulonum, frates Arvales и Sodales Augustales.
Публий Регул има син от първия си брак Гай Мемий Регул (консул през 63 г.).